# Açina
Açina o Âššina (derivat de l'antic persa āç "foc", paraula de la que deriven les variants Hašina en elamita, i Atrinā i Ašina, en accadi) era fill d'Upadarma. Es va rebel·lar contra Darios I de Pèrsia. Era probablement d'origen elamita, segons diu la inscripció de Behistun) però curiosament portava un nom iranià.
Els elamites van declarar la independència sota la seva direcció i va ser proclamar rei per un breu període. No se sap exactament la data de la rebel·lió però segons la inscripció hauria començat només pujar Darios al tron, (29 de setembre del 522 aC). Darios va enviar un missatger a Elam i els elamites espantats van agafar el seu cap i el van entregar encadenat al gran rei que el va fer executar (probablement l'any 521 aC). A la inscripció apareix junt amb altres nou reis rebels, després de Gaumata.